# Sphaerostephanos hellwigensis
Sphaerostephanos hellwigensis är en kärrbräkenväxtart som beskrevs av Holtt. Sphaerostephanos hellwigensis ingår i släktet Sphaerostephanos och familjen Thelypteridaceae. Inga underarter finns listade.